# Beate Klarsfeld
Beate Klarsfeld (Berlin, 1939. február 13. –) francia–német újságíró, nácivadász, modern kori történész és non-fiction író.
A 2011-es választáson ő volt a Baloldali Párt szövetségi elnökjelöltje.

## Angol nyelvű biográfia
- The Children of Izieu: A Human Tragedy. New York: Harry N. Abrams Publishers, 1985. ISBN 0-8109-2307-6 eredetileg Les enfants d'Izieu (1985)
- French Children of the Holocaust: A Memorial. New York: New York University Press, 1996. ISBN 0-8147-2662-3 eredetileg Le mémorial des enfants juifs déportés de France (1995)

## Kapcsolódó szócikk
- Klarsfeld házaspár